# 宅間守 精神鑑定書 精神医療と刑事司法のはざまで
宅間守 精神鑑定書 精神医療と刑事司法のはざまで（たくままもる せいしんかんていしょ せいしんいりょうとけいじしほうのはざまで）とは2013年（平成25年）5月24日に亜紀書房から出版された書籍の名称。著者は岡江晃。

## 解説
2001年に発生した附属池田小事件の犯人である宅間守（2004年に大阪拘置所で死刑執行）と17回面接して精神鑑定を行った精神科医による初の著書。この書籍には大阪地方裁判所に提出された精神鑑定書がほぼそのまま収載されている。精神鑑定書は一般には公開されないこととなっており、このことから鑑定医の守秘義務を巡った問題があるが、これに対して著者は精神科医としての守秘義務は認識しているが、それを超える意義があると思っているという。他には犯人の生い立ちから犯行に至るまでの経緯をたどり、犯人自らによる言葉も記されている。